# 印尼證券交易所
印尼證券交易所 (BEI或IDX)，總部位於印度尼西亞雅加達。

## 歷史
1912年，源自荷蘭殖民地政府批准設立，第一次世界大戰及第二次世界大戰後，在1977年重新開業 1977年重開後，金融局建議，在交易所設立金融市場監察局。1990年，已在印尼買賣活動和市值達至成熟期。在1992年7月13日，交易所成為民營化，雅加達交易所股份有限公司正式成立。1995年3月22日，本交易所成立雅加達自動交易系統(JATS)。 2007年9月，雅加達及泗水兩家證券交易所合併成為由金融局轄下印尼證券交易所。

## 合併
雅加達及泗水兩家證券交易所合併成為由金融局轄下印尼證券交易所。 合併後，董事會將會有七個組成。

## 外部連結
- IDX website Archive.today的存檔，存档日期2008-04-16